# Songs to Leave
Songs to Leave è il primo full-length album della band piacentina Forgotten Tomb, uscito il 4 agosto 2003, con l'etichetta discografica Adipocere Records.

## Il disco
L'album rappresenta la svolta in chiave depressive black metal, con tematiche inerenti disagio esistenziale, solitudine, suicidio ed autolesionismo. L'album precedente, Obscura Arcana Mortis aveva, infatti, uno stile prettamente e semplicemente "black metal feroce con atmosfere occulte".

## Tracce
1. Entombed by Winter – 10:58
2. Solitude Ways – 7:43
3. Steal my Corpse – 9:33
4. No Way Out – 6:48
5. Disheartenment – 12:44